# James Tilton

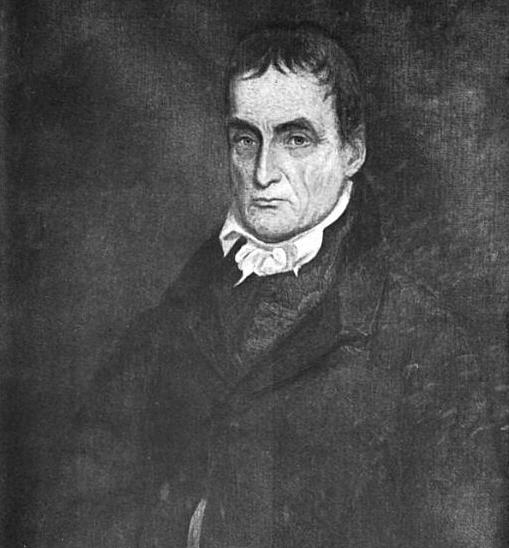
James Tilton

James Tilton (* 1. Juni 1745 im Kent County, Kolonie Delaware; † 14. Mai 1822 in Wilmington, Delaware) war ein US-amerikanischer Arzt und Politiker. In den Jahren 1783 und 1784 war er Delegierter für Delaware im Kontinentalkongress.

## Werdegang
James Tilton absolvierte die Nottingham Academy in Maryland. Nach einem anschließenden Medizinstudium am College of Philadelphia, der späteren University of Pennsylvania, und seiner 1771 erfolgten Zulassung als Arzt begann er in Dover in diesem Beruf zu arbeiten. Außerdem gehörte er der dortigen Miliz an. In den 1770er Jahren schloss er sich der Revolutionsbewegung an. Während des Unabhängigkeitskrieges  war er Militärarzt und zwischenzeitlich Leiter eines Lazaretts in Princeton (New Jersey). Nach dem Krieg praktizierte er wieder als Arzt in Dover. In den Jahren 1783 und 1784 vertrat er Delaware im Kontinentalkongress. Später zog er nach Wilmington. Zwischen 1785 und 1801 war Tilton Regierungsbeauftragter für Kreditvergabe (Government Commissioner of Loans). Zwischen 1783 und 1793 leitete er die Society of the Cincinnati in Delaware. Für einige Jahre gehörte er auch dem Repräsentantenhaus von Delaware an. Während des Britisch-Amerikanischen Krieges wurde James Tilton als Surgeon General of the United States Army oberster Militärarzt des US-Heeres. Dieses Amt bekleidete er zwischen 1813 und 1815. Er starb am 14. Mai 1822 in Wilmington.